# (2544) Gubarev
(2544) Gubarev (1980 PS) – planetoida z pasa głównego asteroid okrążająca Słońce w ciągu 3,66 lat w średniej odległości 2,37 j.a. Odkryta 6 sierpnia 1980 roku.